# Promenade Screes
Die Promenade Screes (englisch für Spaziergangsgeröllhalden) sind unvereiste und abgerundete Geröllhalden auf der Ostseite der antarktischen Alexander-I.-Insel vor der Rymill-Küste der Antarktischen Halbinsel. Sie liegen westlich der Fossil-Bluff-Station und sind von Trampelpfaden durchzogen, die von Wissenschaftlern der Station herrühren.
Das UK Antarctic Place-Names Committee benannte sie im Jahr 1998.